# Masaaki Fukuoka
Masaaki Fukuoka (jap. 福岡政章, Fukuoka Masaaki; * 12. Juli 1984) ist ein ehemaliger japanischer Judoka. Er war 2013 Weltmeisterschaftsdritter im Halbleichtgewicht, der Gewichtsklasse bis 66 Kilogramm.

## Karriere
Massaki Fukuoka kämpfte bis zum Sommer 2010 im Superleichtgewicht, der Gewichtsklasse bis 60 Kilogramm. 2008 war er Zweiter der Ostasienmeisterschaften. Bei der Universiade 2009 in Belgrad erkämpfte er eine Bronzemedaille. Ende 2009 bezwang er im Finale des Grand-Slam-Turniers in Tokio seinen Landsmann Hiroaki Hiraoka. Bei den Weltmeisterschaften 2010 in Tokio unterlag er in seinem Auftaktkampf dem Russen Beslan Mudranow.
Ende 2010 bezwang Fukuoka beim Grand Slam in Tokio im Finale des Halbleichtgewichts den Russen Musa Moguschkow. 2013 erreichte er das Finale der Asienmeisterschaften in Bangkok und erhielt Silber hinter dem Mongolen Dawaadordschiin Tömörchüleg. Einen Monat später siegte Fukuoka bei den japanischen Meisterschaften. Bei den Weltmeisterschaften 2013 in Rio de Janeiro unterlag er im Viertelfinale dem Kasachen Asamat Muqanow. Mit Siegen in der Hoffnungsrunde über Nicat Şıxəlizadə aus Aserbaidschan und über den Brasilianer Charles Chibana erkämpfte er eine Bronzemedaille. 2014 belegte Fukuoka noch jeweils einen dritten Platz bei den Grand-Slam-Turnieren in Paris und in Tjumen. 